# Salvatore Sarno
Salvatore Sarno (Nocera Inferiore, 8 novembre 1946) è un velista italiano.

## Biografia
È il capitano, fondatore, nonché presidente del team e del challenger di Coppa America Shosholoza.
L'idea di partecipare all'America's Cup gli venne nel 1999 quando si trovava a Città del Capo per lavoro.
In quell'anno si diede subito da fare per iscrivere il futuro team, e acquistò il Royal Sea Club of Capetown.
Da questo vecchio Club ormai in disuso, fondò il Royal Cape Yacht Club, affinché la nuova imbarcazione potesse ottenere l'iscrizione alla Coppa America.
L'impresa costò moltissimi soldi, ma Salvatore Sarno poteva contare sul solido appoggio economico della MSC Crociere. 
Fu così quindi che con la MSC Crociere fondò il challenger nel 2002.
L'imbarcazione prese il nome di Shosholoza e il suo principale sponsor fu appunto la grande flotta di navi da crociera attraverso il mar Mediterraneo.
La barca esordì negli act 4 e 5 della Louis Vuitton Cup nel 2005 a Malmö, gli ultimi acts disponibili per potersi iscrivere alla competizione storica.
Nell'act successivo, il team Shosholoza si impose prima su Emirates Team New Zealand, e poi su Alinghi, guadagnandosi gli onori della cronaca.
L'imbarcazione ha vinto il trofeo per il migliore dipinto sullo scafo nel 2006. Ha concluso la Louis Vuitton Cup classificandosi settima.